# Lehranalyse
Die Lehranalyse ist eine Psychoanalyse, bei der ein zukünftiger Psychoanalytiker selbst der Analysand (Analysierte) ist. Sie ist ein fester Bestandteil einer psychoanalytischen Ausbildung. Eine Lehranalyse unterscheidet sich zwar in einigen Punkten von einer Regelanalyse, sollte aber dennoch tiefgreifend genug sein, um die in der Ausbildung befindlichen zukünftigen Psychoanalytiker durch Selbsterfahrung dazu zu befähigen, Zugang zu den eigenen unbewussten Regungen, Motivationen und Konflikten zu erlangen, damit sie später die ihrer Analysanden und Patienten unbelastet und freier verstehen können.

## Ziele der Lehranalyse
Die wichtigsten Ziele der Lehranalyse sind
- die Entdeckung und Auflösung unbewusster Konflikte, damit sie nicht als Hindernisse oder störende Faktoren in der zukünftigen analytischen Arbeit mit den eigenen Patienten wirken;
- die didaktische Vermittlung der Kernaspekte der psychoanalytischen Technik und Praxis durch die Selbsterfahrung.

## Entwicklung des Begriffs im Werk von Sigmund Freud
Als Entdecker und Entwickler der psychoanalytischen Behandlungstechniken ist Freud selbst natürlich nicht einer Lehranalyse unterzogen worden; er war aber relativ früh von der Notwendigkeit überzeugt, sein eigenes Unbewusstes durch die „Selbstanalyse“ zu erkunden, um Psychoanalytiker werden zu können. Persönlich unternahm er diese Selbstanalyse im Rahmen eines intensiven Briefwechsels mit seinem Kollegen und Freund Wilhelm Fließ. Während dieser Selbstanalyse wendete Freud dieselben Methoden bei sich an, die er gerade entdeckte: freie Assoziation, Traumdeutung, Analyse der eigenen Fehlleistungen. Die Entdeckung des Ödipuskomplexes ist das für die weitere Entwicklung bedeutsamste Resultat seiner Selbstanalyse und begründet in Freuds Auffassung den Status der Psychoanalyse als Wissenschaft.
Im Rahmen des zweiten psychoanalytischen Kongresses, der 1910 in Nürnberg stattfand, plädierte Freud für die „Selbstanalyse“ als einzigen Weg für den Psychoanalytiker, die Gegenübertragung zu erkennen und zu beherrschen.
„Selbstanalyse“ ist hier allerdings kein eindeutiger Begriff; es bleibt unklar, ob diese Analyse notwendigerweise durch einen Anderen durchzuführen ist. Zwei Jahre später tendierte Freud deutlicher zu der Auffassung, dass jeder Analytiker von einem Experten psychoanalysiert werden solle. Diesbezüglich lobte er ausdrücklich den Beitrag von C.G. Jung:

„Ich rechne zu den vielen Verdiensten der Züricher analytischen Schule, daß sie die Bedingung verschärft und in der Forderung niedergelegt hat, es solle sich jeder, der Analysen an anderen  ausführen will, vorher selbst einer Analyse bei einem Sachkundigen unterziehen. Wer es mit der Aufgabe ernst meint, sollte diesen Weg wählen, der mehr als einen Vorteil verspricht; das Opfer, sich ohne Krankheitszwang  einer fremden Person eröffnet zu haben, wird reichlich gelohnt. Man wird nicht nur seine Absicht, das Verborgene der eigenen Person kennenzulernen, in weit kürzerer Zeit und mit geringerem affektiven Aufwand verwirklichen, sondern auch Eindrücke und Überzeugungen  am eigenen Leibe gewinnen, die man durch das Studium von Büchern und Anhören von Vorträgen vergeblich anstrebt.“

Aus diesen Überlegungen entwickelte sich die Institution der Lehranalyse im Rahmen der psychoanalytischen Ausbildung. Diese unterscheidet sich in einer präzisen Art und Weise von einer herkömmlichen, therapeutischen „Regelanalyse“. Da es sich beim Lehranalysanden in der Regel um eine „gesunde“ Person handelt, ist seine Motivation auch eine andere: Er kommt nicht primär zur Beseitigung psychischer Symptome in die analytische Behandlung; daher kann die Analyse auch nicht (zumindest nicht in erster Linie) ein therapeutisches Ziel haben.
Die allgemeine Anforderung einer didaktischen Analyse für alle Kandidaten einer analytischen Ausbildung sowie der Versuch einer Beschreibung von deren Zielen, Rahmen und Umfang wird erst zehn Jahre danach folgen, beim Kongress der Internationalen Psychoanalytischen Vereinigung, der 1922 in Berlin stattfand.
Freud selbst hat die Praxis einer Lehranalyse immer als notwendig und vorteilhaft angesehen, ohne allerdings von der Tiefe und Reichweite einer solchen Analyse überzeugt zu sein. Die Eigenanalyse, mit der der Lehrling seine Vorbereitung beginnt, könne nur eingeschränkt sein. Dazu äußert er sich 1937:

„Aus praktischen Gründen kann diese  [die Eigenanalyse] nur kurz und unvollständig sein. Ihr hauptsächlicher Zweck ist, dem Lehrer ein Urteil zu ermöglichen, ob der Kandidat zur weiteren Ausbildung zugelassen werden kann. Ihre Leistung ist erfüllt, wenn sie dem Lehrling die sichere Überzeugung von der Existenz des Unbewußten, ihm die sonst unglaubwürdigen Selbstwahrnehmungen beim Auftauchen des Verdrängten vermittelt und ihm an einer ersten Probe die Technik zeigt, die sich in der analytischen Tätigkeit allein bewährt hat.“

Freud fügt aber an derselben Stelle hinzu, dass damit weder die Selbstanalyse und noch weniger die Ausbildung erledigt seien. Die Motivation zur weiteren Arbeit mit dem eigenen Unbewussten sollte außerdem automatisch als eine spontane Notwendigkeit und Interesse entstehen. Gerade das – und eben nicht die Formalität der Lehranalyse – mache den Analysierten zum Analytiker tauglich.

## Die Beziehung zwischen Analytiker und Analysand im Kontext einer Lehranalyse
Bereits 1938 beschäftigte sich J. H. Schultz mit der Frage, ob Psychotherapie lehr- und lernbar sei. Bei der Lehranalyse zeigt die Beziehung zwischen Analytiker und Analysand einige Besonderheiten in Vergleich zur herkömmlichen Analyse. Die Doppelfunktion, die sowohl der Lehranalytiker bzw. Therapeut als auch der Kandidat bzw. Analysand erfüllen, sowie die dazugehörenden Doppelrollen, die sie im psychoanalytischen Dialog spielen, ist wiederholt in der psychoanalytischen Literatur thematisiert worden, denn es handelt sich dabei um eine nicht einfache analytische Situation. In der Tat hat der Lehranalytiker einerseits ein analytisches und teilweise auch therapeutisches Ziel und andererseits ein didaktisch pädagogisches Ziel im Auge. Ebenso verfolgt der Analysand einerseits therapeutische oder auf die Selbsterkundung gerichtete Ziele und berufliche Lernziele anderseits.
Die Beziehung zwischen einem Lehranalytiker und einem analysierten Kandidaten bietet ein geeignetes Szenario zur Entstehung von Übertragungs- und Gegenübertragungsphänomene an, die auf Identifikations- und Idealisierungsvorgängen basieren. Diese können, so die Theorie, produktiv und vorteilhaft für den Fortschritt der analytischen Arbeit, aber auch negativ und sogar ein Hindernis sein, abhängig von der Fähigkeit des Lehranalytikers, diese besondere Art der Übertragung richtig zu deuten und zu analysieren.

## Lehranalyse bei den unterschiedlichen psychoanalytischen Schulen
Zwar ist die Lehranalyse ein Kernteil der Ausbildung bei allen theoretischen Orientierungen und in fast allen psychoanalytischen Instituten weltweit; es gibt aber bedeutende Unterschiede in der Umsetzung und Dauer (z. B. legen einige Institute vorher die Anzahl der Analysestunden fest, andere lassen das Ende der Analyse offen) sowie bei Reichweite, Umfang oder Tiefe.
Während bei den mehr traditionellen psychoanalytischen Schulen die Praxis der Lehranalyse allgemein eher starren Regeln folgt, plädiert die Schule der strukturellen Psychoanalyse nach J. Lacan, unter Beibehaltung der Freudschen Meinung über die Vorteile der Eigenanalyse, für die Abschaffung der ihrer Auffassung nach ungünstigen Unterscheidung zwischen Regelanalyse und Lehranalyse. Insbesondere die Rollen eines Meisters, der analysiert und Kenntnisse vermittelt, eines Lehrlings, der passiv darauf wartet, und einer Institution, die am Ende entscheiden soll, wer sich Analytiker nennen durfte, wurde von Lacan stark kritisiert. Sein berühmter Satz: „Der Analytiker autorisiert sich nur durch sich selbst“ stammt aus dem Kontext seiner Auseinandersetzungen mit der International Psychoanalytical Association (IPA), die mit seinem Ausschluss 1963 endeten. Die Institution der so genannten „passe“, die Lacan für seine neu gegründete Schule anstelle des Aufnahmeverfahrens der IPA eingeführt hat, ist allerdings nicht von Subjektivität und Willkür befreit und blieb deshalb nicht unumstritten: Der Analysand, der einer herkömmlichen Analyse unterzogen ist, kann zwar selbst bestimmen, wann er sich einer Gruppe von „passeurs“ vorstellt und über seinen psychoanalytischen Werdegang berichtet. Die Gruppe der „passeurs“ entscheidet aber nicht, sondern berichtet wiederum einer Jury, zu der der Kandidat keinen direkten Zugang bekommt.
Vor Jacques Lacan hatte Sándor Ferenczi vehement für die Auflösung der Grenzen zwischen Regel- und Lehranalyse plädiert. Ferenczi ging es um die Sorge, die Lehranalyse könne sich mit der Zeit in einen rein bürokratischen Schritt verwandeln. Die Analyse der Kandidaten müsse gründlicher als gewöhnlich sein. Mit dieser Idee sei Freud nur bedingt einverstanden gewesen.

## Lehranalyse in der aktuellen Zeit und institutionelle Regelungen
Die Ausbildung eines Psychoanalytikers setzt eine umfangreiche Lehranalyse voraus, deren Zeitaufwand weit über die analoge Selbsterfahrung in der Ausbildung anderer Psychotherapeuten hinausgeht.
Nach dem deutschen Psychotherapeutengesetz bzw. der Ausbildungs- und Prüfungsverordnung für Psychologische Psychotherapeuten sind zwar nur 120 Stunden Selbsterfahrung vorgesehen, die von analytischen Verbänden geforderten Voraussetzungen für den Beitritt liegen aber weit darüber. Beispielsweise wird, entsprechend den Richtlinien der DPV (Deutsche Psychoanalytische Vereinigung) für eine spätere Mitgliedschaft, von Ausbildungsinstituten ein Umfang von ca. 22 Wochen pro Semester mit vier Wochenstunden Lehranalyse festgelegt.
Die Lehranalyse ist zwar ein wichtiger, jedoch nur ein Teil der Ausbildung eines Psychoanalytikers. Die theoretische Ausbildung, die praktische Tätigkeit (in Deutschland sind 1200 Stunden in einer psychiatrischen Klinik und 600 in einer psychotherapeutischen Einrichtung Voraussetzung nach dem Psychotherapeutengesetz) und die praktische Ausbildung nach der Zwischenprüfung (Durchführung psychoanalytischen Patientenbehandlungen unter Supervision) sind ebenso wichtige Bestandteile dieser Ausbildung.
Das österreichische Psychotherapiegesetz sieht mindestens 200 Stunden Selbsterfahrung vor; die analytischen Vereinigungen verlangen jedoch weit mehr.

## Diskussion und Kritik
Trigant Burrow und sein Analysand Clarence Shields standen der autoritären Struktur der Lehranalyse – einer liegt und sagt alles über sich, einer sitzt und berichtet nichts von sich – kritisch gegenüber und versuchten diesen Mangel durch Rollentausch aufzuheben. Da auch dies nicht zu befriedigenden Ergebnissen führte, entwickelten sie – gemeinsam mit dem Schweizer Psychiater Hans Syz, weiteren Kollegen, ehemaligen Patienten und Familienmitgliedern – das Konzept der Gruppenanalyse.
Heinz Kohut sah in der Praxis der Lehranalyse eine Wurzel der sarkastischen Haltung der Analytiker; in Fortsetzung und Übernahme des (ursprünglich elterlichen) Sadismus
des Lehranalytikers durch seinen Kandidaten zeige sich „die Kraft des Bedürfnisses passive Erfahrung in aktive umzuwandeln“. Diese Umwandlung sei begleitet von der Rechtfertigung durch eine Moral der Reife, in deren Namen die Attacken des Therapeuten zum Wohle des Klienten geschähen.
Aufgrund seiner fachlichen Autorität bzw. der von einem Institut übertragenen Machtstellung, die ein Lehranalytiker innehat, kann der in Ausbildungstherapie befindliche Klient davor zurückschrecken, den Lehranalytiker zu wechseln. Jeffrey Masson wurde von seinem Lehranalytiker, Dr. V., bedroht, als er die Absicht äußerte, einen anderen Analytiker zu konsultieren:

„Tun Sie das. Aber Sie verstehen natürlich, daß Ihr Wort gegen meines steht. Und was denken Sie, Masson, wem sie glauben werden, wenn ich ihnen sage, Sie sind vollkommen übergeschnappt und sollten auf der Stelle aus dem Institut ausgeschlossen werden?“

Massons authentischen Bericht über seine Lehranalyse bei Dr. „Irvin Schiffer“ findet man in den Kapiteln zwei und vier seines Buches Final Analysis: The Making and Unmaking of a Psychoanalyst.
Die Gefahr einer zu großen Machtposition des Lehranalytikers ist inzwischen dadurch stark vermindert, dass die meisten Ausbildungsinstitute (alle der DPG und DPV) nach dem sogenannten „non-reporting“-System verfahren, das heißt, dass der Lehranalytiker von allen Entscheidungen und Beratungen, die seinen Analysanden betreffen, ausgeschlossen ist. Auch über die jeweilige Analyse selbst dürfen keine Informationen mehr weitergegeben werden. Drohungen wie in der Schilderung Massons wären heute unwirksam.

## Rezeption
- Siegfried Bernfeld: Über die psychoanalytische Ausbildung (1952) (Aus dem Archiv der Psychoanalyse). In: Psyche. 38. Jhrg., 1984, S. 437–459.
- Hubert Speidel (Hrsg.): Aus der Werkstatt der Psychoanalytiker. Westdeutscher Verlag, Wiesbaden 2003, ISBN 3-531-14095-7, S. 14ff.
- Johannes Cremerius: Der Lehranalytiker begeht jeden einzelnen dieser Fehler. In: Ulrich Streeck, Hans V. Werthmann (Hrsg.): Lehranalyse und psychoanalytische Ausbildung. Vandenhoeck & Ruprecht, Göttingen 1992, S. 52–69.

## Analysanden beschreiben ihre Lehranalyse
- Dörte von Drigalski: Blumen auf Granit. Eine Irr- und Lehrfahrt durch die deutsche Psychoanalyse. Mit einem Geleitwort von Gaby Sohl. Aktualisierte Neuauflage. Peter Lehmann Antipsychiatrieverlag, Berlin / Shrewsbury 2019, ISBN 978-3-925931-37-6.
- Helmut Kaiser: Grenzverletzung. Macht und Mißbrauch in meiner psychoanalytischen Ausbildung. Mit einem Vorwort von Tilmann Moser und einem Nachwort von Johannes Cremerius. Walter Verlag, Zürich 1997, ISBN 3-530-40024-6.
- Jeffrey Moussaieff Masson: Final Analysis: The Making and Unmaking of a Psychoanalyst. 1990, ISBN 0-201-52368-X. (2003, ISBN 0-345-45278-X)
- Tilmann Moser: Lehrjahre auf der Couch. Bruchstücke meiner Psychoanalyse. 12. Auflage. Suhrkamp Taschenbuch, Frankfurt am Main 2006, ISBN 3-518-36852-4.
- Tilmann Moser: Bekenntnisse einer halb geheilten Seele. Psychotherapeutische Erinnerungen. Suhrkamp Verlag, Frankfurt am Main 2004, ISBN 3-518-41645-6.